# Jenny Dolfen
Jenny Dolfen (* 1975 in Bremerhaven) ist eine deutsche Illustratorin, Autorin und Lehrerin. Bekannt wurde sie hauptsächlich durch ihre Aquarelle zu den Werken J. R. R. Tolkiens. Für ihre Kunst wurde sie dreimal mit dem Tolkien Society Award for Best Artwork ausgezeichnet.

## Privatleben
Jenny Dolfen wurde 1975 in Bremerhaven geboren und wuchs mit ihrem Bruder „in einem pazifistischen Haushalt“ auf. Ihre Mutter, eine begeisterte Leserin Tolkiens, las ihr im Grundschulalter den Hobbit und den Herrn der Ringe vor. Seit den 1980er Jahren bezogen ihre Eltern zudem den Tolkien Calendar, wodurch Dolfen früh mit Tolkiens Werken in Berührung kam. Bereits von klein auf zeichnete sie regelmäßig Szenen aus ihren Lieblingsbüchern, u. a. aus Michael Endes Die unendliche Geschichte.
Im Alter von 17 Jahren las Dolfen erstmalig Das Silmarillion, was sie zu einem Studium der englischen Literatur und Linguistik inspirierte. Auf ähnliche Weise führte ihre Faszination mit Hannibal zu ihrem Lateinstudium. Ihren Abschluss in beiden Fächern erlangte sie im Jahr 2001.
Jenny Dolfen lebt in Jülich und unterrichtet Englisch und Latein. Sie ist verheiratet und hat zwei Kinder.

## Karriere als Künstlerin
Jenny Dolfen begann ihre Arbeit als freischaffende Illustratorin im Jahr 2003. Für das Pen-&-Paper-Rollenspiel Das Schwarze Auge illustrierte sie ab 2004 Spielhilfen und Abenteuerbände. 2005 erschienen einige ihrer Aquarelle zu George R. R. Martins Romanzyklus Das Lied von Eis und Feuer im Werk The Art of George R. R. Martin’s “A Song of Ice and Fire”. Auch steuerte sie 2009 Illustrationen zu Bernhard Hennens Buch Elfenwelten bei. Des Weiteren fertigte sie u. a. zum Franchise Star Wars sowie zu Joanne K. Rowlings Serien Harry Potter und Phantastische Tierwesen Aquarelle an.
Bekannt wurde sie für ihre Aquarelle zu Tolkiens Werken. Im Gegensatz zu anderen Kunstschaffenden, die sich in den frühen 2000ern hauptsächlich mit den Werken Der Hobbit und Der Herr der Ringe befassten, stellte Dolfen gern Szenen aus dem Silmarillion dar. Eine weitere Besonderheit von Dolfens Kunst ist der Fokus auf die Charaktere, während offizielle Tolkien-Illustrationen die Landschaften oder die Architektur der Bücher in den Mittelpunkt stellen und die Figuren lediglich andeuten, um der Leserschaft Raum für ihre eigenen Vorstellungen zu lassen. Besonders häufig malte sie Szenen, die sich um den Charakter Maedhros drehten.
Innerhalb der Tolkien Society und insbesondere im englischsprachigen Raum machte sie sich rasch einen Namen und stellte auf diversen Veranstaltungen der Organisation ihre Kunst aus, u. a. zu Return of the Ring, dem 75-jährigen Jubiläum der Erstpublikation des Hobbits, zum deutschsprachigen Tolkien Thing im Jahr 2013 und der Konferenz Tolkien 2019. 2014 wurde Jenny Dolfen für ihr Bild Eärendil the Mariner erstmalig mit dem Tolkien Society Award for Best Artwork ausgezeichnet. In den Jahren 2018 und 2020 gewann sie den Preis erneut, diesmal für die Werke The Hunt mit Charakteren aus dem Silmarillion und The Professor, eine Collage zu Ehren Tolkiens. Ihr Bild The Last Alliance wurde für die Titelseite der 283sten Ausgabe des Tolkien-Magazins Amon Hen verwendet. Zwei ihrer Bilder wurden für den Tolkien Calendar 2023 ausgewählt, was Dolfen als Erfüllung eines langgehegten Traums bezeichnete.
Einige ihrer Werke, darunter auch Auftragsarbeiten und Illustrationen ihrer eigenen Projekte, veröffentlichte Jenny Dolfen auf ihrem Blog. Zusätzlich brachte sie insgesamt vier eigene Bücher mit ihren Bildern heraus. 2015 erschien Darkness over Cannae: Hannibal against the might of Rome, worin Dolfen ihr Interesse für den Feldherrn Hannibal mit ihrer Kunst verknüpfte und diverse Szenen aus Hannibals Leben illustrierte. In den Jahren 2016 und 2020 veröffentlichte sie die Kunstbände Songs of Sorrow and Hope: The Art of Jenny Dolfen und Journeys: Artbook 2015–2019. 2022 erschien ihr selbst illustriertes Buch The Secret of the Haunted Forest.
Seit der Diagnose einer seltenen Augenkrankheit im Jahr 2018 experimentiert Jenny Dolfen mit digitalen Mal- und Zeichenprogrammen. Die Malerei betrachtet sie als Möglichkeit, mehr Zeit mit geliebten Charakteren zu verbringen. „Meine Kunstwerke motivieren mich mehr als alles andere – die Geschichten, die ich liebe, zum Leben zu erwecken und zu sehen, wie sie auf Papier Gestalt annehmen (während sie in meinem Kopf sehr schwammig sein können, bevor ich sie zeichne).“ Beim Lesen einer Szene, so Dolfen, sähe sie keine klaren Gesichter oder Hintergründe vor ihrem geistigen Auge. Stattdessen sähe sie nur generelle Formen und Winkel, so dass sich ihr die Szenerie erst während des Malens vollständig erschließt. Für die Farbgestaltung ihrer Bilder greift sie gerne auf die Kombinationen Ultramarin und Ocker zurück.

## Veröffentlichungen

### Eigene Werke
- 2015: Darkness over Cannae: Hannibal against the might of Rome
- 2016: Songs of Sorrow and Hope: The Art of Jenny Dolfen
- 2020: Journeys: Artbook 2015–2019
- 2022: The Secret of the Haunted Forest

### Mit anderen Künstlern (Auswahl)
- 2004: Pfade des Lichts
- 2005: The Art of George R. R. Martin's “A Song of Ice and Fire”
- 2007: Efferds Wogen
- 2009: Elfenwelten
- 2010: Die Verdammten des Südmeeres
- 2020: Beyond Bree Calendar 2020
- 2023: Tolkien Calendar 2023
- 2023: Beyond Bree Calendar 2023